# 哈代-李特爾伍德圓法
在數學裡，哈代-勒特伍德圓法是在解析數論中最常被使用的技術之一。其是以高德菲·哈羅德·哈代和約翰·恩瑟·李特爾伍德來命名的，他們是在一連討論華林問題的論文中發展了此一技術。這個觀念一開始的起源通常被歸功於哈代在1916年和1917年中和拉馬努金在整數分拆的漸進分析中之研究。這被許多其他的研究者們所使用，包括哈羅德·達芬波特和維諾格拉多夫，他們稍微地修改了其公式（由複分析移至指數和），但沒有改變大略的內容。上千篇論文使用著此一方法，且直到2005年，這個方法仍然被使用來產生新的成果。
問題中的圓一開始是在複數平面上的單位圓。假定問題一開始是一連串的複數
an, n = 0, 1, 2, 3, ...
想要求得其中的一些可能的漸進類型
an ~ F(n)
其中有一些啟發性的方法可以用來猜測F可能的類型，先寫下
{\displaystyle f(z)=\sum a_{n}z^{n}}
，一個冪級數生成函數。其中有些有趣的例子在於f的收斂半徑等於1的條件下，故將問題假裝已調整至承現出滿足此一條件。
經由此規劃之後，便可以直接由留數定理得出對每個整數 n ≥ 0，
{\displaystyle I_{n}=\int f(z)z^{-(n+1)}\,dz=2\pi ia_{n}}
其中這個積分是繞著圓心為0且半徑為0 < r < 1之r的圓來積的。
亦即，這是一個閉軌積分，其軌道是一個以逆時鐘方向繞了一圈的圓。為了使其較易回答，可以直接將r的值取1，即使用單位圓閉軌。但在複變分析中卻有著一些問題，因為f在單位圓上不一定總是會有定義。
圓法在其問題上的做法是強迫將r值取1，以對f在單位圓上之奇點的性質有足夠的了解之方式。對其基本的了解可以使用有理數的法里數列，或是等價地使用單位根
{\displaystyle \zeta \ =\exp \left({\frac {2\pi ir}{s}}\right)}
這裡的分母s是在r/s為最簡分數下之分母，可以決定在ζ附近之f主要奇點的行為之相對的重要性。
哈代-勒特伍德圓法因此可以用複分析的方式來表現出來。當r 趨近 1時的In的值的分佈可以被分成兩個部份，傳統上稱之為大弧和小弧。可以將ζ分成兩部份，分別是s≤N和s>N兩部份，其中的N是一個依方便選定之n的函數。積分In可以將其積分範圍分成長度為s的長度（一樣是依方便選定的），和ζ相連的弧。這些弧可以形成整個圓圈，而其在「大弧」上積分的總和會是2πiF(n)（實際上，會存在一個可掌控的剩餘項）。剩下在「小弧」上的積分總和則可以被一個上界所取代，而且這個上界會數量級地小於F(n)。